# Saut-Mathurine
 Saut-Mathurine ([So Matɛin] en créole) est une cascade située à Camp-Perrin, Sud. Il s'agit de l'une des plus grandes chutes d'eau en Haïti. La chute d'eau s'étend sur la rivière de Cavaillon dans les hauteurs de Camp-Perrin. Cette chute d’eau mesure à peu près 30 mètres de large et 27 mètres de hauteur. La chute se trouve dans les hauteurs de Camp-Perrin à environ 7 kilomètres au Nord-Estde Centreville en empruntant la route no 7 jusqu’à Marceline. Un kiosque d’à peu près 18 mètres carrés a été construit par le ministère du tourisme qui sert d’abri aux visiteurs et aux touristes comme un endroit panoramique pour contempler la chute à l’abri de la brume et la prise de photos ou un endroit pour prendre leur petit repas ou s’héberger au déclenchement des pluies fréquentes.
Les eaux de la chute sont utilisées dans la production d’électricité grâce à un captage au bassin de Mahot qui alimente les 3 turbines hydroélectriques de 800 kilowatts chacune permettant d'alimenter la ville de Camp-Perrin et de Maniche avec une puissance maximale de 2.4 mégawatts en saisons pluvieuses et de 1.2 mégawatt en saisons sèches. La centrale fonctionne avec deux groupes en synchronisation avec la centrale thermique de Boudette, Les Cayes. En période de sècheresse, seulement un groupe fonctionne et devrait être synchronisé avec un groupe thermique sur place et ne produit que 600 kilowatts pour une alimentation limitée de la ville de Camp-Perrin et de Maniche.
Saut Mathurine se distingue par sa hauteur impressionnante et son débit puissant en moyenne de 8 m3/s, créant un spectacle naturel à vous couper le souffle. La cascade, qui se jette avec force d’une hauteur de 27 mètres dans le bassin, est composée d'eaux claires et turquoise, tout en offrant un cadre idyllique et paisible à ceux qui s'y baignent. Autrement dit, les visiteurs peuvent profiter de ce cadre enchanteur pour se détendre, pique-niquer ou se baigner dans les eaux fraîches et revigorantes de la chute de Saut-Mathurine. Le bassin d'eau au pied de la chute est une piscine naturelle d'eau fraîche et claire et la zone environnante jouit d'une végétation luxuriante aux falaises de roches calcaires fissurées.
La cascade a a été sévèrement endommagée lors du séisme du 14 août 2021 d’une magnitude de 7,2 qui avait frappé le Sud d’Haïti.

## Économie
L'agriculture, l’élevage et le commerce sont les activités principales des camp-perrinois dans les hauteurs de Saut-Mathurine où l’industrie est pratiquement inexistante. Dans les environs de Saut-Mathurine, zone montagneusede Camp-Perrin, les agriculteurs sont historiquement dépendants des terres domaniales pour leurs cultures et leur bois. Certains agriculteurs du Saut Mathurine détiennent des baux [l’affermages des terres de l’état] pour cultiver dans les secteurs de Dauphin et de Grand Bois, à 500 mètres et plus d’altitude

Les agriculteurs ont également tendance à avoir accès à de meilleures terres et pour y arriver, la plupart de ces agriculteurs ont tendance à brûler les broussailles, les mauvaises herbes et les résidus de récolte qui sont clairement complexe et couvre tous les niveaux socio-économiques. Les agriculteurs estiment que cela peut prendre jusqu'à trois fois la quantité de travail nécessaire pour nettoyer manuellement, incorporer les mauvaises herbes et les broussailles dans le sol, et préparer la terre à planter à partir d'un état de jachère comme il le fait pour brûler et préparer la terre.

## Tourisme
L'afflux des visiteurs de Saut-Mathurine se fait tout le long de l'année. Un grand nombre d'auteurs font référence de Saut-Mathurine dans leur livre décrivant le touriste et les richesse naturelles d'Haïti.

## Culture populaire
Saut-Mathurine est l'image de reflet de Camp-Perrin. Beaucoup d'artistes ont fait référence dans leur chanson à l'image de la beauté et de la fierté camp-perrinoise ou haïtienne.

## Beaux-Arts
Plusieurs grands noms de la peinture haïtienne ont représenté la chute de Saut-Mathurine.

## Galerie
|                              |
| Saut-Mathurine Juillet 2019. |

|                              |
| Saut-Mathurine Juillet 2019. |

|                              |
| Saut-Mathurine Juillet 2019. |